# Alexander Vieweg
Alexander Vieweg (* 26. Juni 1986 in Leipzig) ist ein ehemaliger deutscher Speerwerfer.
2003 wurde er Elfter bei den Jugendweltmeisterschaften, und 2005 wurde mit 75,85 m Juniorenvizeeuropameister. 2006 musste er die Saison verletzungsbedingt abbrechen. 2007 wurde er mit 79,56 m U23-Europameister.
Am 13. Juli 2008 verbesserte er beim Grand-Prix-Sportfest in Athen seinen persönlichen Rekord auf 83,27 m. Zwei Tage später wurde Vieweg in der letzten Nominierungsrunde als zweiter deutscher Speerwerfer neben Stephan Steding für die Olympischen Spiele in Peking nominiert, wo er in der Qualifikation ausschied.
Alexander Vieweg hatte bei einer Körpergröße von 1,92 m ein Wettkampfgewicht von 95 kg. Er begann beim SV Leipzig Ost mit der Leichtathletik und wechselte später zum LAZ Leipzig. Als er 15 Jahre alt war, zog seine Familie nach Zweibrücken um; dort schloss er sich dem LAZ Zweibrücken an. 2006 wechselte er zu SV Saar 05 Saarbrücken, wo er von Boris Henry trainiert wurde.
Nach seiner Karriere wurde er sportlicher Leiter und zweiter Vorsitzender des LAZ Zweibrücken.